# UTC−10
| Ora standard (tot anul) Ora standard (iarna din emisfera nordică) Ora standard (iarna din emisfera sudică) | Regiune maritimă în acest fus orar Ora de vară (vara din emisfera nordică) Ora de vară (vara din emisfera sudică) |

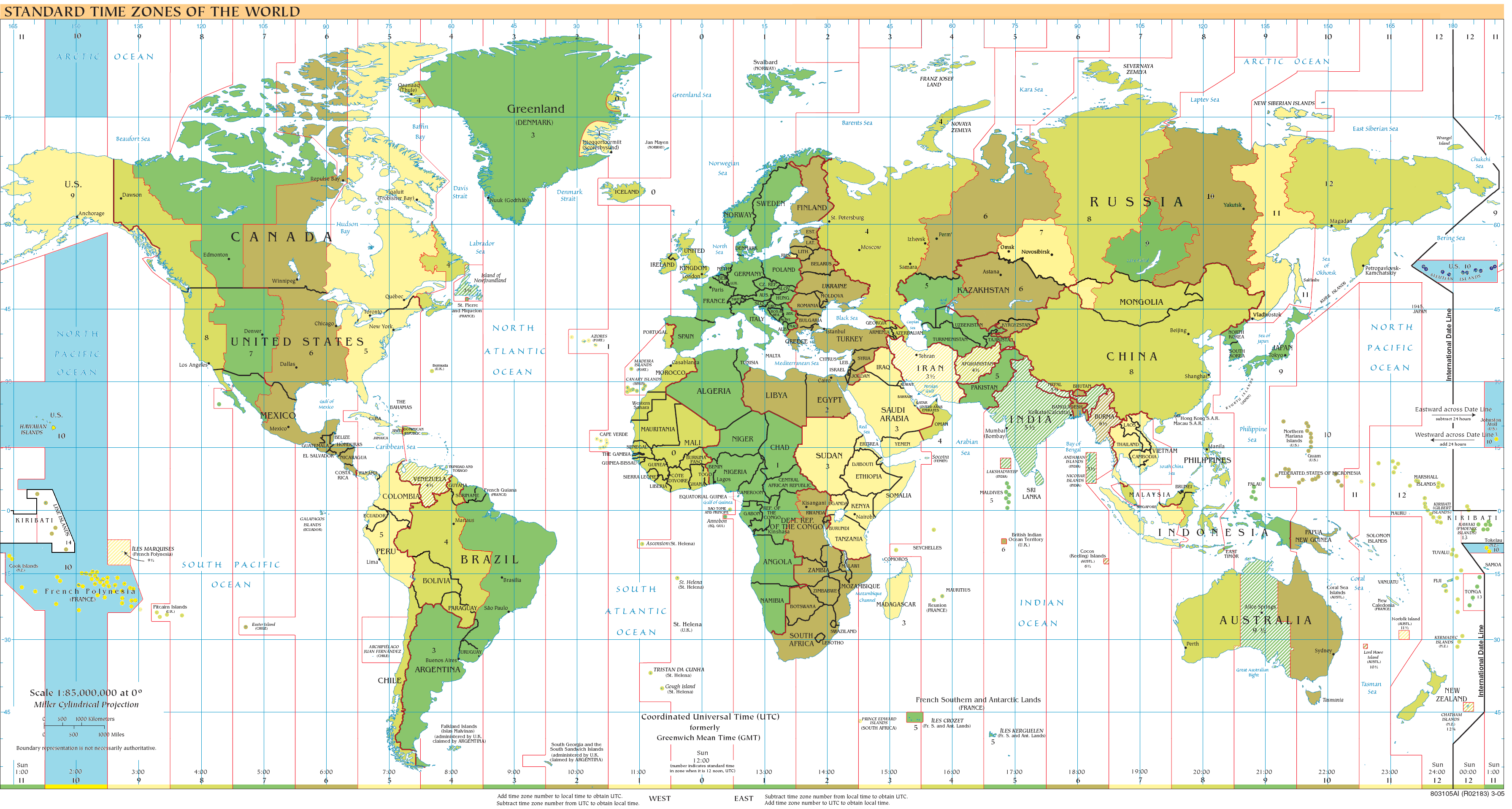
Utilizarea fusului orar UTC−10:

UTC−10 este un fus orar aflat cu 10 ore după UTC. UTC−10 este folosit în următoarele țări și teritorii:

## Ora standard (tot anul)
- Franța
  -  Polinezia Franceză [1] (TAHT - Heure de Tahiti)
    -  Insulele Australe
    -  Arhipelagul Societății
    -  Arhipelagul Tuamotu
- Noua Zeelandă
  -  Insulele Cook
- Statele Unite ale Americii (HAST - Hawaii-Aleutian Standard Time)[2]
  -  Hawaii
  - [[File:|23x15px|border |alt=|link=]] Atolul Johnston

## Ora standard (iarna din emisfera nordică)
- Statele Unite ale Americii (HAST - Hawaii-Aleutian Standard Time)[2]
  -  Alaska (doar insulele Aleutine vestice)